# Fernanda Cavalieri
Fernanda Trotta Cavalieri (São Paulo, 28 de agosto de 1985) é uma ginasta rítmica brasileira.

## Biografia e carreira
Nos Jogos Pan-Americanos de 2003, realizados em Santo Domingo, na República Dominicana, Cavalieri foi medalha de ouro no conjunto de fitas e ouro no conjunto de bolas e arcos. Na Copa dos Quatro Continentes de Ginástica de 2003, ela foi vice-campeã individual com bola.
Ela representou o Brasil nos Jogos Olímpicos de 2004, realizados em Atenas, na Grécia, onde a equipe brasileira terminou em 8.º lugar.

## Principais conquistas
Jogos Pan-Americanos
- Ouro – conjunto de fitas (Santo Domingo 2003)
- Ouro – conjunto de três arcos e duas bolas (Santo Domingo 2003)

Copa dos Quatro Continentes de Ginástica
- Prata – individual com bola (2004)